# تیم ملی فوتبال سنگال
تیم ملی فوتبال سنگال (به انگلیسی: Senegal national football team) نماینده کشور سنگال در مسابقات بین‌المللی و آفریقایی است که زیر نظر فدراسیون فوتبال سنگال فعالیت می‌کند.
تیم ملی سنگال سابقه حضور در جام جهانی فوتبال ۲۰۰۲ را دارد كه در همين دوره به مرحله يك چهارم نهایی رسيد ولی در اين مرحله با گل طلایی مغلوب تركيه شد و از رسيدن به نيمه نهايی بازماند.

## گروه A درجام جهانی فوتبال ۲۰۰۲
| تیم     | بازی | برد | تساوی | باخت | گل‌زده | گل‌خورده | تفاضل‌گل | امتیاز |
| ------- | ---- | --- | ----- | ---- | ----- | ------- | ------- | ------ |
| دانمارک | ۳    | ۲   | ۱     | ۰    | ۵     | ۲       | ۳+      | ۷      |
| سنگال   | ۳    | ۱   | ۲     | ۰    | ۵     | ۴       | ۱+      | ۵      |
| اروگوئه | ۳    | ۰   | ۲     | ۱    | ۴     | ۵       | ۱-      | ۲      |
| فرانسه  | ۳    | ۰   | ۱     | ۲    | ۰     | ۳       | ۳-      | ۱      |

| ۳۱ می ۲۰۰۲   |       |         |                                 |
| فرانسه       | ۰ – ۱ | سنگال   | ورزشگاه جام‌جهانی سئول, سئول     |
| ۱ ژوئن ۲۰۰۲  |       |         |                                 |
| اروگوئه      | ۱ – ۲ | دانمارک | ورزشگاه جام مونسو, اولسان       |
| ۶ ژوئن ۲۰۰۲  |       |         |                                 |
| دانمارک      | ۱ – ۱ | سنگال   | ورزشگاه جام‌جهانی دائجو, دائجو   |
| فرانسه       | ۰ – ۰ | اروگوئه | ورزشگاه آسیاد بوسان, بوسان      |
| ۱۱ ژوئن ۲۰۰۲ |       |         |                                 |
| دانمارک      | ۲ – ۰ | فرانسه  | ورزشگاه مونهاک اینچئون, اینچئون |
| سنگال        | ۳ – ۳ | اروگوئه | ورزشگاه جام‌جهانی سوون, سوون     |